# Style (Taylor Swift)
Style è un singolo della cantante statunitense Taylor Swift, pubblicato il 9 febbraio 2015 come terzo estratto dal quinto album in studio 1989.

## Descrizione
Il brano è composto con un ritmo andante di 95 battiti per minuto e ha una durata di tre minuti e cinquantuno secondi.
Scritto da Taylor Swift, Max Martin, Shellback e Ali Payami e prodotto dagli ultimi tre, dal punto di vista musicale, Style è un brano pop rock con influenze funk ed elettropop.
In un'intervista ad ottobre 2014, Swift ha spiegato a Ryan Seacrest l'ispirazione e il significato del brano:

## Pubblicazione
Un'anteprima del brano è stata usata per la campagna pubblicitaria di 1989 della catena statunitense Target. Alla fine di dicembre 2014, il direttore della casa discografica di Swift, Scott Borchetta, ha annunciato su Twitter che il brano sarebbe stato il terzo singolo estratto dall'album. A gennaio 2015, la conferma ufficiale è arrivata dalla Republic Records, che ha annunciato la pubblicazione del singolo per il 9 febbraio 2015.

## Video musicale
Il video musicale è stato diretto da Kyle Newman. Il 10 febbraio 2015, Swift ha pubblicato un teaser del video musicale sui suoi social, annunciando anche la data di uscita, fissata per il 13 febbraio. Alcune delle scene sono state girate alle Grotte di Ercole a Tangeri, in Marocco. Il video doveva essere pubblicato a Good Morning America il 13 febbraio 2015, ma è apparso poche ore prima del previsto sul canale musicale canadese MuchMusic. Il video è stato poi rapidamente caricato sui canali Vevo ufficiali di Swift. L'interesse amoroso di Swift nel video è interpretato dal modello e attore Dominic Sherwood.

### Sinossi

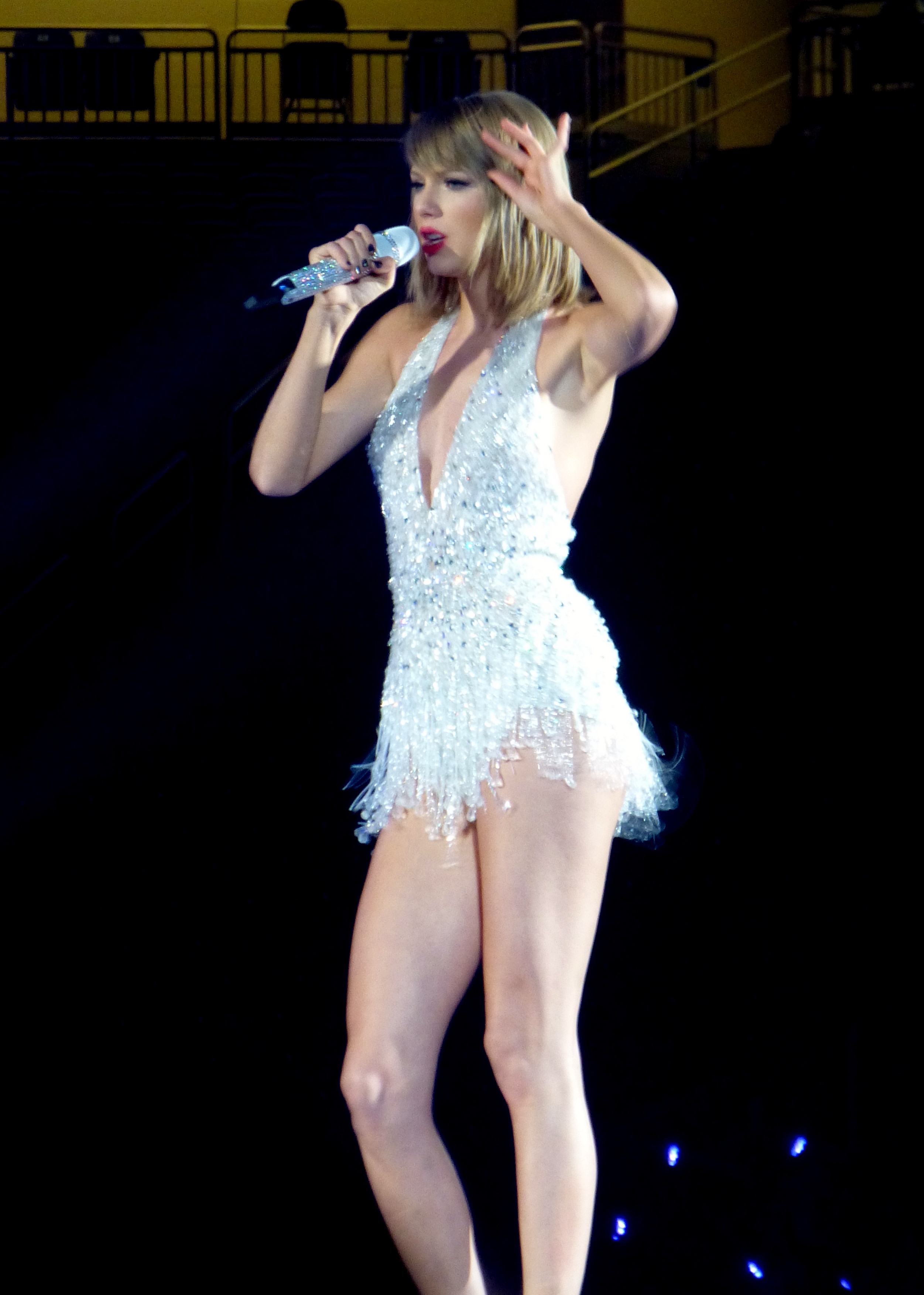
Taylor Swift si esibisce dal vivo con Style durante il 1989 Tour al Ford Field di Detroit

Il video inizia con la testa di Swift sovrapposta ad una scena in cui il suo ragazzo è in piedi nelle Grotte di Ercole. Quando la canzone inizia, si vede Swift mentre tiene in mano una collana a forma di aeroplanino, con scene di lei nei boschi accompagnati da vari flashback. Viene mostrato l'uomo mentre si sveglia in un letto, intervallato a scene di Swift in una stanza illuminata. All'inizio del ritornello, l'uomo tiene uno specchio in fronte a lui in cui si vedono le labbra di Swift. È seguito da varie scene in cui entrambi sono sovrapposti l'uno all'altro, con molti effetti su specchi rotti. Con il procedere del video si vede l'uomo alla guida di un'auto con Swift sul sedile posteriore. Poi, in una stanza buia, il modello si toglie i vestiti, abbracciando e baciando Swift. Nelle scene successive l'uomo è su una spiaggia mentre Swift canta in una stanza illuminata in piedi con una parete bianca su cui si profilano fulmini. Il video si conclude con l'uomo che guida la sua macchina verso Swift, seduta per terra in un luogo isolato, che si gira verso di lui.

### Accoglienza
Daniel Kreps, scrivendo per Rolling Stone, dice che al contrario di Shake It Off o Blank Space, Style è totalmente diverso, mostrando Swift in una luce più scura e astratta. Non diverso il parere di Jessica Derschowitz che, scrivendo per CBS News, denomina il video "un allontanamento dai video più giocosi degli altri singoli di 1989".
Emilee Lindner di MTV ha percepito il video "più maturo, raffinato, potrei dire... sexy?".

## Successo commerciale
Il brano, nella prima settimana di uscita di 1989, ha debuttato alla posizione 60 della Billboard Hot 100. Dopo l'esibizione al Victoria's Secret Fashion Show, il 9 dicembre 2014, la canzone è rientrata in classifica alla posizione 75, con 48 000 copie vendute. Il brano ha raggiunto la sesta posizione nella Billboard hot 100 ed ha raggiunto la posizione 21 della Official Singles Chart.
In Canada la canzone ha raggiunto il primo posto sia in classifica Billboard Canadian Hot 100 sia nell'airplay, così pure in Israele e Sudafrica.
Finora il singolo ha venduto oltre 3,6 milioni di copie nel mondo.

## Esibizioni dal vivo
Swift si è esibita per la prima volta con Style durante la Taylor Swift's 1989 Secret Session with iHeartRadio il 27 ottobre 2014. La seconda esibizione è stata durante il Victoria's Secret Fashion Show, dove Swift si è esibita con Style e Blank Space.

## Classifiche
| Classifica (2015-23) | Posizione massima |
| -------------------- | ----------------- |
| Arabia Saudita       | 19                |
| Australia            | 8                 |
| Austria              | 28                |
| Belgio (Fiandre)     | 54                |
| Belgio (Vallonia)    | 56                |
| Canada               | 6                 |
| Emirati Arabi Uniti  | 5                 |
| Filippine            | 15                |
| Francia              | 85                |
| Germania             | 76                |
| Giappone             | 53                |
| Irlanda              | 23                |
| Lituania             | 74                |
| Malaysia             | 3                 |
| Medio Oriente        | 10                |
| Nuova Zelanda        | 11                |
| Polonia              | 96                |
| Portogallo           | 14                |
| Regno Unito          | 21                |
| Singapore            | 10                |
| Spagna               | 47                |
| Stati Uniti          | 6                 |
| Sudafrica            | 1                 |

## Formazione
Musicisti
- Taylor Swift – voce, autrice
- Max Martin – produttore, autore, tastiera
- Shellback – produttore, autore, chitarra, tastiera, programmatore
- Ali Payami – autore, produttore, tastiera, programmatore
- Niklas Ljungfelt – chitarra

Produzione
- Michael Ilbert – registrazione
- Sam Holland – registrazione
- Cory Bice – assistente registrazione
- Șerban Ghenea – missaggio
- John Hanes – ingegnere del missaggio
- Tom Coyne – mastering

## Style (Taylor's Version)
In seguito alla controversia con la sua precedente casa discografica e la vendita dei master delle pubblicazioni precedenti al suo contratto con la Republic Records, Swift ha cominciato a ri-registrare tutta la sua discografia dal 2006 al 2019, includendo anche brani non inclusi in alcun album in studio. Ogni reincisione presenta la dicitura Taylor's Version nel titolo, per distinguerla dall'incisione originale e quindi dal master non di proprietà della cantautrice.
Il 27 ottobre 2023 Taylor Swift ha ripubblicato il brano sotto il nome Style (Taylor's Version), incluso nell'album 1989 (Taylor's Version).